# 兵器庫
兵器庫（へいきこ）は、武器や弾薬などの兵器を貯蔵・格納するための施設。武器庫（ぶきこ）ともいう。

## イギリス
英語ではArsenal（アーセナル）というが、Arsenalには兵器庫のほか武器庫や兵器工場の意味もある。
イギリスでは19世紀にウーリッジの地にロイヤル・アーセナル（王立兵器工場）が開かれ20世紀半ばまで武器や弾薬が生産されていた。サッカー・プレミアリーグのアーセナルFCはこの工場労働者によって結成されたチームである。

## フランス
フランス語ではArsenal（アルスナル）というが、Arsenalにも兵器庫のほか武器庫や兵器工場の意味がある。
パリのアルスナル地区一帯には14世紀から王室の武器庫が設けられていた。これらの施設跡は建築展示場であるパヴィヨン・ド・ラルスナルやアルスナル図書館となっている。